# 27400 Mikewong
27400 Mikewong este o planetă minoră (asteroid), cu un diametru de 3,24 km, din centura de asteroizi. A fost descoperită pe 11 martie 2000 la Stația Anderson Mesa de Lowell Observatory Near-Earth-Object Search și a fost numită după Michael H. Wong⁠(d). 
Obiectul prezintă o orbită caracterizată de o semiaxă mare de 2,5947005 UAi, o excentricitate de 0,12, o înclinație de 13,91681 ° în raport cu ecliptica.